# Sent Estèfe de Tulmon
Sent Estèfe de Tulmon (en francès, Saint-Étienne-de-Tulmont) és un municipi francès situat al departament de Tarn i Garona, a la regió d'Occitània.

## Demografia
| 1962                                       | 1968 | 1975  | 1982  | 1990  | 1999  | 2007  |
| ------------------------------------------ | ---- | ----- | ----- | ----- | ----- | ----- |
| 827                                        | 971  | 1.293 | 1.800 | 2.210 | 2.556 | 3.212 |
| Des de 1962: població sense dobles comptes |      |       |       |       |       |       |

## Administració
| Període | Identitat    | Partit |
| ------- | ------------ | ------ |
| 2001-   | René Colinet |        |